# Bagni di Sutro

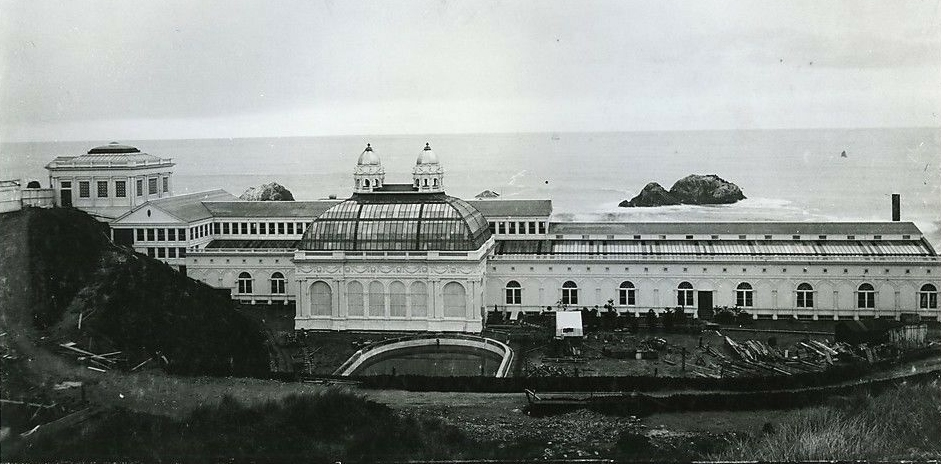
Bagni di Sutro, 1896

I Bagni di Sutro erano un grande complesso di piscine pubbliche di acqua salata di proprietà privata nel distretto di Richmond, nella parte occidentale di San Francisco, in California. Costruito nel 1894 la struttura bruciò completamente fino alle fondamenta nel giugno 1966.

## Storia
Il 14 marzo 1896 i Bagni di Sutro furono aperti al pubblico come il più grande stabilimento di piscine coperte del mondo. 

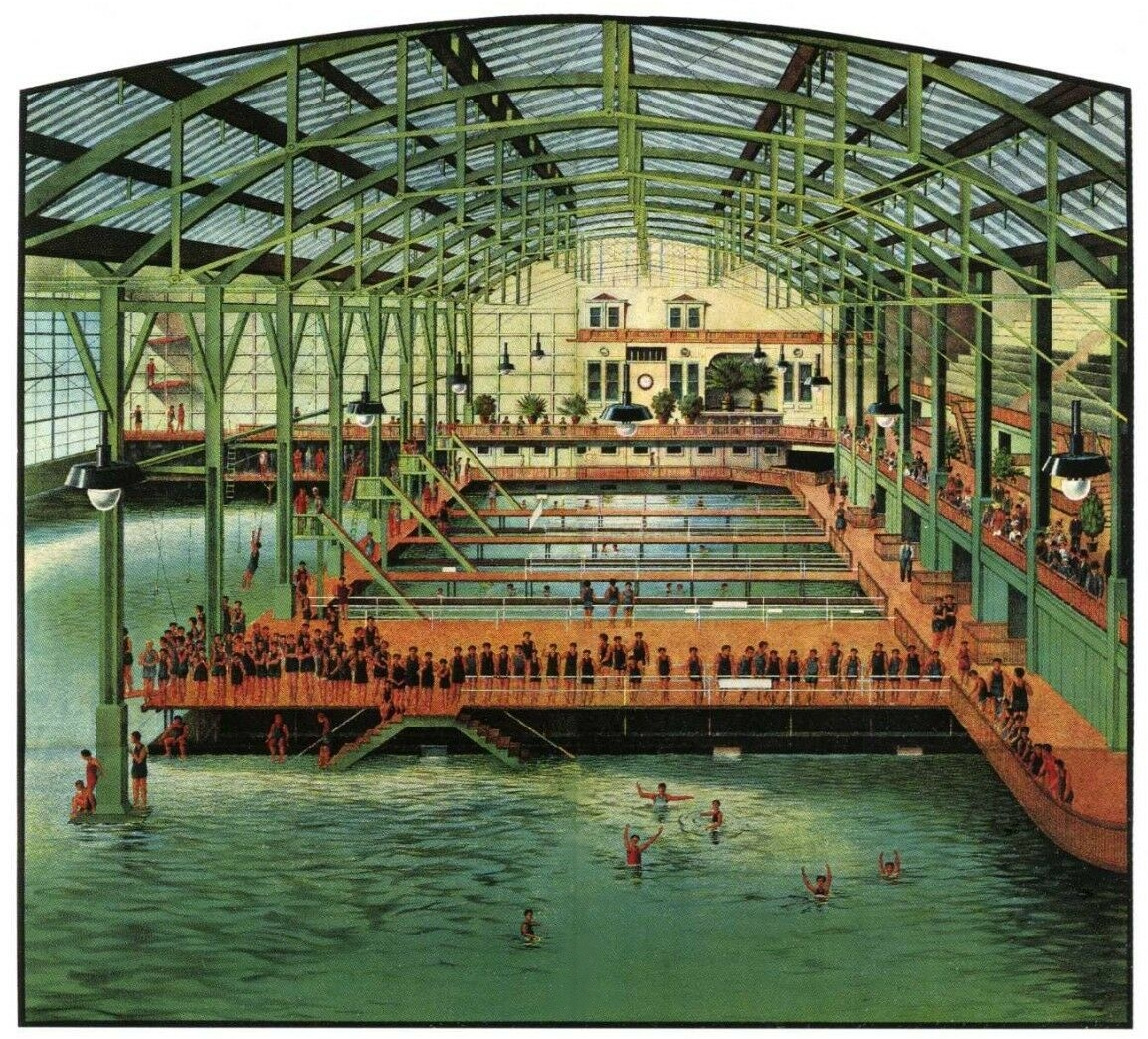
Piscine interne

I bagni furono costruiti sul lato occidentale di San Francisco dal ricco imprenditore ed ex sindaco di San Francisco (1894–1896) Adolph Sutro.
La struttura era situata in una piccola insenatura della spiaggia sotto la Cliff House, all'epoca anch'essa di proprietà di Adolph Sutro. Sia la Cliff House che gli ex bagni fanno ora parte della Golden Gate National Recreation Area, gestita dal National Park Service degli Stati Uniti. Le terme hanno avuto difficoltà per anni, soprattutto a causa degli altissimi costi di esercizio e di manutenzione. Alla fine, la parte più meridionale dei bagni fu trasformata in una pista di pattinaggio sul ghiaccio, con un muro che la separava dalle piscine. Un incendio nel 1966 distrusse l'edificio. Tutto ciò che rimane del sito sono muri di cemento, scale e passaggi bloccati e un tunnel con una profonda fessura al centro. La causa dell'incendio fu accertata come dolosa.

## Nella cultura di massa
- Sutro Baths, n. 1 e Sutro Baths, n. 2 , girato nel 1897 da Thomas A. Edison, Inc.[4][5]
- Alcune scene del film Crimine silenzioso (The Lineup) regia di Don Siegel furono girate nel 1958[6]

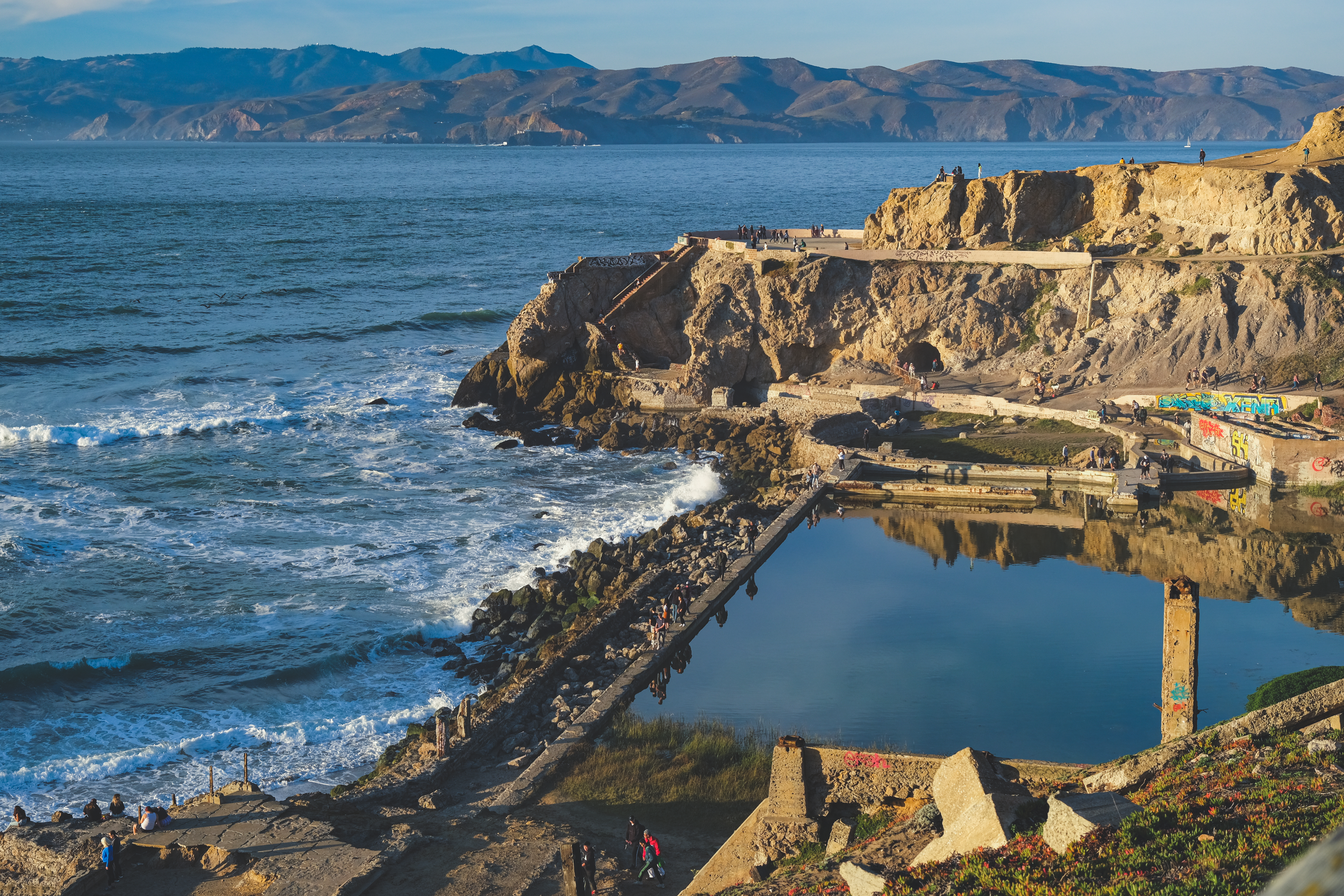
Rovine, 2021